# Super Bomberman
Super Bomberman (スーパーボンバーマン?, Sūpā Bonbāman) è il primo videogioco della serie Bomberman pubblicato per Super Nintendo. È anche il primo gioco per quattro giocatori uscito per Super Nintendo.

## Modalità di gioco
Il gameplay di base di Super Bomberman è relativamente semplice. Il gioco si svolge in un unico schermo fisso. Lo schermo mostra una vista dall'alto di una griglia di 143 pezzi. La griglia limita il movimento del personaggio, in modo tale che egli possa muoversi solo orizzontalmente o verticalmente. Premendo il pulsante 'A', Bomberman deposita una bomba ai suoi piedi. Questa bomba pulserà per qualche secondo (permettendo al personaggio di allontanarsi), per poi esplodere, lanciando fiamme in orizzontale e in verticale. Il gioco si basa sull'idea di usare queste bombe per distruggere i muri ed uccidere i nemici.
Se una bomba esplode e le sue fiamme colpiscono un'altra bomba, la seconda bomba scoppierà appena viene toccata dalle fiamme. Questo può causare delle grandi reazioni a catena.
Se la fiamma di una bomba qualsiasi colpisce qualunque personaggio, essa lo ferisce o lo uccide (a meno che esso sia in quel momento invincibile)
La maggior parte dei livelli comincia con una griglia parzialmente riempita con muri che si possono distruggere. Se l'esplosione di una bomba colpisce uno di questi muri deboli, esso si disintegra, permettendo al personaggio di passare attraverso lo spazio vuoto appena creato. I livelli possono essere facilmente liberati dai muri deboli, ma spesso è utile lasciarne qualcuno, per potere intrappolare meglio i nemici.
Una volta piazzata una bomba, di solito non è possibile attraversarla fino a quando essa non esplode. Questo porta alle tattiche di intrappolamento dei nemici, mettendoli a forza in una detonazione.
Si possono raccogliere degli oggetti speciali passandoci sopra. Questi oggetti si presentano di solito quando si distrugge un muro o si uccide un nemico. Ci sono molti oggetti diversi, che forniscono diverse abilità; queste cambiano le tattiche del giocatore e il modo in cui il gioco viene giocato.

## Gioco normale
Il gioco normale (Normal Game) consiste in sei mondi tematici, ognuno con il suo gruppo di nemici. Ogni mondo ha otto livelli, dove l'ultimo livello presenta il boss di quel mondo.
Il giocatore procede nel gioco uccidendo tutti i nemici del livello e uscendo attraverso una porta nascosta sotto uno dei muri da distruggere.
Il mondo 5 si differisce dagli altri, in quanto il giocatore deve affrontare dei robot molto simili a Bomberman in uno stadio. Questo stadio non ha muri distruttibili né porte di uscita. La fine del livello non è definita come negli altri mondi. Qui, una volta distrutto un robot a forma di Bomberman, un altro robot mette piede nell'arena, il che rende questo monto un'unica battaglia continua.
Il gioco normale può essere giocato da uno o da due giocatori. Giocando in due, l'obiettivo è cooperare per sconfiggere i nemici, sebbene sia possibile uccidere un compagno di gioco con le bombe.
Il gioco usa un sistema di password per salvare i progressi fatti. Ogni livelli fornisce una password di quattro numeri che permette al giocatore di tornare al livello inserendola nello schermo delle Opzioni. C'è anche una password speciale ("5656"), che rende tutti i Bomberman molto più piccoli del normale, ma non ha alcun effetto sul gameplay.

### Trama
Molto a nord rispetto alla città natale di Bomberman, Peace Town, giace la metropoli moderna Diamond City. Lì, il malvagio Carat Diamond e il suo complice, lo scienziato Dr. Mook, stanno organizzando una gara di robot, con robot creati specialmente per le loro capacità nel combattimento e nella difesa. Sperando di carpire le capacità avanzate di Bomberman nel combattimento, Diamond ha creato un falso Bomberman da mandare a Peace Town a rapire il vero Bomberman. Venuto a conoscenza del piano di Diamon, Black Bomberman va da solo ad affrontare il falso Bomberman. Ma Black Bomberman viene sconfitto e il suo castello viene preso. In qualche modo Black Bomberman scappa e trova rifugio insieme a White Bomberman, e lo informa dei malvagi piani di Diamond. Presto, onda di nemici dopo onda di nemici comincia la loro avanzata verso Peace Town. Adesso i nostri due eroi devono unire le forze per rovesciare dal trono il malefico Diamond II.

## Battle Mode
La modalità battaglia può essere giocata da uno fino a quattro giocatori, sia umani che controllati dal computer. Siccome il Super Nintendo aveva solo due ingressi per i gamepad, per giocare con più di due giocatori umani è necessario un multitap.
La battaglia si svolge in uno dei dodici livelli a tema. L'obiettivo è far esplodere gli altri giocatori restando vivo. Tutte le esplosioni sono immediatamente fatali nella modalità battaglia. Se sei l'ultimo giocatore rimasto, vinci il round e ricevi un trofeo d'oro. Il vincitore generale è la prima persona che vince un certo numero di trofei dorati (cioè la prima persona a vincere un certo numero di round). Il numero di trofei richiesti è configurabile quando si comincia a giocare e può variare da 1 a 5.
Ogni round ha un limite di tempo di due minuti. Se nessuno vince entro i due minuti, allora si dichiara la parità e non viene assegnato nessun trofeo. È anche possibile ottenere un pareggio se tutti i giocatori rimasti vengono sconfitti nello stesso momento.
Dopo un minuto e mezzo, il gioco mostra un messaggio di "Hurry up!" (Sbrigatevi!) e poi comincia a distruggere i muri indistruttibili attorno ai bordi del terreno di gioco (iniziando da sinistra in basso e procedendo in senso orario), riducendo effettivamente l'area calpestabile. Se si viene colpiti da uno di questi muri cadenti si viene subito uccisi.
La modalità battaglia può essere molto veloce e frenetico, il che si riflette nella musica veloce che la accompagna. Lo Speed Round, cioè il livello 12, è considerato il più competitivo dato che richiede molta abilità nel controllare giocatori molto veloci ed esplosioni altrettanto veloci.

## Oggetti
Degli oggetti speciali appaiono quando il giocatore distrugge muri, nemici o Bomberman concorrenti. Nel gioco normale, gli effetti di tutti gli oggetti tranne la potenza di fuoco, il numero delle bombe e la velocità vengono perse quando il giocatore perde una vita. Nella modalità battaglia, gli effetti di tutti gli oggetti durano per una sola battaglia. Solo gli oggetti come il gelato, le mele, etc, danno punti, e gli orologi aumentano il tempo a disposizione.

## Super multitap
Super Bomberman all'inizio era venduto insieme ad un multitap per permettere ad altri due giocatori di giocare contemporaneamente. Il Super Multitap era lungo e grigio con quattro porte per i gamepad in serie su un lato. Esso si inseriva in una delle due porte del Super Nintendo. Questo significa che 5 controller potevano essere inseriti, considerando il quinto controller inserito nella seconda presa dello SNES. Sebbene Super Bomberman, così come Super Bomberman 2, permetta solo ai primi 4 giocatori di giocare, altri giochi della serie (il 3, 4 e il 5) permettono di usare da 3 a 5 controller e al quinto controller viene dato l'accesso ad un test sonoro premendo il tasto dorsale 'R' sulla schermata delle opzioni.
La Hudson ha successivamente distribuito un secondo multitap (il Super Multitap 2) per conto suo per le persone che avevano comprato Super Bomberman senza il Multitap, o uno degli altri giochi che sfruttavano il Multitap. Questa seconda versione aveva la forma di una testa di Bomberman e aveva due attacchi per i controller nella parte frontale, e un altro attacco per ogni lato. Era stato progettato per essere usato anche per giochi futuri. Ad ogni modo, ci sono stati 54 giochi per Super Nintendo che utilizzavano il multitap, ed erano per la maggior parte giochi sportivi.